# Pascal Plas
Pascal Plas est un historien spécialisé en histoire de la Seconde Guerre mondiale, histoire du droit et science politique. Il enseigne à la faculté de droit et des sciences économiques de l'université de Limoges.

## Biographie

### Jeunesse et études
Pascal Plas est docteur en histoire, pour une thèse dirigée par Jean-Marie Mayeur à l'université Paris-Sorbonne en 1997 et intitulée « Avocats et barreaux dans le ressort de la cour d'appel de Limoges de la Révolution française à la Seconde Guerre mondiale ».

### Parcours professionnel
Il a consacré de nombreux travaux à la Seconde Guerre mondiale, au sein de l’Institut d’histoire du temps présent (CNRS), en particulier sur la Résistance et le refuge des communautés juives dans le centre de la France. Il a participé à plusieurs productions cinématographiques, en tant que scénariste ou conseiller historique. Il est coscénariste, avec Patrick Séraudie, du fil documentaire Une vie avec Oradour,, ; il a réalisé avec Georges Chatain et Patrick Séraudie le film Willy Ronis, une journée à Oradour (France, 2012, 30 minutes). Il a été conseiller historique de la série de Web-doc, Les résistances. La désobéissance est le plus sage des devoirs, n°1
Après avoir consacré des travaux à la Seconde Guerre mondiale, Pascal Plas développe au sein de l’Institut international de recherche sur la conflictualité (IiRCO) adossé à l’Observatoire des mutations institutionnelles et juridiques (OMIJ, EA 3177), un programme de recherche, en lien avec les juridictions pénales internationales, les ONG et différents organismes onusiens. Il travaille sur la répression des crimes de guerre, du génocide et des crimes contre l’humanité, à partir des archives des tribunaux post-conflictuels (nationaux et internationaux), des textes et rapports d’expertise du Conseil de l’Europe et des Nations Unies pour les zones post-conflictuelles. En second lieu, il analyse les processus transitionnels à travers les process de réconciliation et de réorganisation de la justice.
Après avoir consacré des études à la répression en temps de guerre et aux procès pour crimes de guerre il développe désormais des recherches sur crimes de guerre, les génocide et les crimes contre l’humanité, à partir des archives des tribunaux post-conflictuels (nationaux et internationaux), des textes et rapports d’expertise du Conseil de l’Europe et des Nations Unies pour les zones post-conflictuelles. Dans ce cadre il a participé aux Rencontres Internationales de la Défense, organisées par le Bureau de la défense du tribunal spécial pour le Liban, l’association du Barreau près la Cour Pénal Internationale et l’Académie Internationale des Principes de Nuremberg. Il a participé à la rédaction du Guide pratique sur les enquêtes de la Défense dans le cadre des procès pénaux internationaux.
Dans la lignée de ces travaux, Pascal Plas à lancé en 2024 une revue numérique  - Conflictualié  - traitant de tous les champs de la recherche en matière de conflit. Au-delà des aspects institutionnels et factuels, cette revue élargit le champ d’analyse, en abordant les conflits, saisis dans leur longue durée (de la genèse au traitement) et dans leur diversité (conflits violents, interindividuels, familiaux…). Les dimensions culturelles et anthropologiques sont privilégiées, en s’appuyant sur le comparatisme et en mobilisant des approches croisées. Elle est disponible en ligne, téléchargeable en PDF sur le site des Presses Universitaires de Limoges (PULIM). Des compléments sont fournis sur le Carnet de recherche Hypothèse JUPIT-er qui lui est adossé.

## Publications

### Thèse
- Pascal Plas. Avocats et barreaux dans le ressort de la cour d'appel de Limoges de la Révolution française à la Seconde Guerre mondiale. Thèse sous la direction de Jean-Marie Mayeur - Paris 4, 1997[11],[12]

### Histoire
- Pascal Plas, Les Limousins et la guerre de 1870, Limoges, CRDP, 2003, 70 p.
- Pascal Plas (en collaboration avec Clotilde Druelle-Korn), La chambre de commerce de Limoges, 150 ans d’avenir, Editions 1 2 3, Clermont-Ferrand, 2009, 219 p.. [Prix Philippe Clément lors des 10e Prix d’Histoire consulaire et économique, Saint-Malo, 2010].
- Pascal Plas (en collaboration avec Gilles Le Béguec), [Dir.], Barreau, culture et politique à la Belle Époque, Limoges, PULIM, 1998, 140 p.

### Histoire de la Seconde guerre mondiale
- Plas Pascal, (en collaboration avec G. De Llobet), 1944 en Haute-Vienne, Catalogue de l’exposition, ADHV, 1994.
- Plas Pascal (en collaboration), Comprendre Oradour, Cahier Éducation nationale, 1, Editions CMO, 2000, 43 p.
- Plas Pascal (en collaboration), Découvrir le centre de la mémoire d’Oradour, Limoges-Paris, Editions CNDP/CRDP, 2001, 177 p.
- Plas Pascal (en collaboration), Comprendre Oradour, Cahier Éducation nationale, 2, Editions CMO, 2001, 48 p.
- Plas Pascal, [Dir.], Genèse et développement de la Résistance en R5, Actes des colloques de Brive et de Soudaines, Brive, Centre Edmont Michelet-Editions Les Monédières, 2003, 450 p.
- Plas Pascal, Visages de la Résistance, Libération de Limoges, 1944-1945, Limoges, Editions Lucien Souny, 2005, 249 p.
- Pascal Plas & Simon Schwarzfuchs. Mémoires du grand rabbin Deutsch : Limoges 1939-1945. Lucien Souny, 2007[13],[14]
- Pascal Plas & Michel C. Kiener. Errances de guerre. Lucien Souny, 2008
- Pascal Plas & Michel C. Kiener. La Résistance et le rail, Le cas du Limousin - 1939-1944. Lucien Souny, 2008
- Pascal Plas & Michel C. Kiener. Des jeunes en Résistance. L’affaire du 17e Barreau - 1939-1944. Lucien Souny, 2008
- Pascal Plas & Michel C. Kiener. Enfances Juives. Limousin-Dordogne-Berry - Terres de refuge 1939-1945. Lucien Souny.  (ISBN 2-84886-046-4)[15]
- Plas Pascal, (en collaboration avec Michel Kiener), Eté 44 : la bataille du Mont-Gargan, Maquis au combat en Limousin, Limoges, Editions Lucien Souny, 2008, 103 p.
- Plas Pascal, (en collaboration avec Michel Kiener), Henri Nanot-Scènes de la vie du maquis, Édition annotée et commentée, Limoges, Editions Lucien Souny, 2011, 251 p.
- Plas Pascal (en collaboration avec Guy Avizou et Christophe Moreigne), La Creuse pendant la Seconde guerre mondiale, Figures et moments, Limoges, Le Puy Frau Editeur, 2012, 304 p.
- Pascal Plas, Thomas Bauer, Edition critique de Georges Magnane Ou l’herbe ne pousse plus. [Le roman retrouvé d'Oradour], Edition Maïade, 2016, 278 p.

### Droit / Histoire du droit
- Plas Pascal, Avocats et barreaux dans le ressort de la cour d’appel de Limoges, de la Révolution française à la Seconde guerre mondiale, PULIM, 2007, 732 p.
- Plas Pascal (en collaboration avec Gilles Morin), Adrien Tixier, 1893-1946, L’héritage méconnu d’un reconstructeur de l’Etat en France, N° spécial d’Histoire et Mémoires, Conflits contemporains, Limoges, Editions Souny, 2012, 314 p.[16]
- Plas Pascal, L’intime livré au public. Récit des exactions contre les femmes dans les procès de guerre, Actes du colloque de Limoges, Colloque Intimités et violence, 2012, Publication sur site internet Université de Buenos Aires.
- Massias Jean-Pierre, Philippe Xavier, Plas Pascal, [sous la direction de], Annuaire de justice pénale internationale et transitionnelle 2014, Paris, Institut Universitaire Varenne, Collection Transition et Justice, 2015, 611 p
- Plas Pascal, [sous la direction de], Mémoire des crimes de masse. Le génocide des Arméniens, Limoges, Ed. Lavauzelle, 2016, 104 p.[17]
- Plas Pascal, Saint-James Virginie [sous la direction de], L’immunité, Paris, Institut universitaire Varenne, Collection Transition et Justice, 2016, 210 p.
- Plas Pascal, Saint-James Virginie [sous la direction de], La fermeture du Tribunal pénal international pour l’ex-Yougoslavie, Institut universitaire Varenne, Collection Transition et Justice, 2016, 210 p.
- Plas Pascal, [sous la direction de], La langue du procès, Paris, Institut universitaire Varenne, Collection Transition et Justice, 2017, 230 p.[18]
- assias Jean-Pierre, Philippe Xavier, Plas Pascal, [sous la direction de], Annuaire de justice pénale internationale et transitionnelle 2015, Paris, Institut Universitaire Varenne, Collection Transition et Justice, 2017, 631 p.
- Plas Pascal, Roets Damien [sous la direction de], L'adaptation du droit pénal français à l'institution de la Cour pénale internationale, Paris, Institut universitaire Varenne, Collection Transition et Justice, 2018, 156 p.

### Sciences politiques
- Plas Pascal, Les sociétés d’originaires et le développement économique du Limousin, in Limousins de Paris, les sociétés d’originaires sous la Troisième République, Actes du colloque de Tulle, Tulle, SLSAC, 1990, 192 p., pp. 67-109.
- Plas Pascal, Approche professionnelle du personnel parlementaire sous la Troisième République, in Les parlementaires du Limousin sous la Troisième République, Actes du colloque de Tulle, Tulle, SLSAC, 1992, 151 p., pp. 13-34.
- Plas Pascal, La professionnalisation des avocats au début des années vingt, enjeux ruptures, nouveaux modèles, in Avocats et barreaux en France, 1910-1930, Etudes réunies par Gilles Le Béguec, Actes du colloque de Nancy, Nancy, Presses Universitaires de Nancy, 1994, 146 p., pp. 59-76.
- Plas Pascal, De la responsabilité civile au cas de dommages causés par les barricades en France, XIXe siècle-début du XXe siècle, in La barricade [Actes du colloque de Paris sous la direction d’Alain Corbin], Paris, Publications de la Sorbonne, 1997, 522 p., pp. 283-296.
- Plas Pascal, Elites et édiles, le poids des réseaux, in Les élites locales dans la tourmente, du Front Populaire aux années 50, Actes du colloque de l’IHTP, sous la direction de Gilles Le Béguec et Denis Peschanski, Paris, CNRS, 2000, 460 p., pp. 47-62.
- Plas Pascal, (en collaboration avec Jean El Gammal, Dictionnaire des parlementaires sous la Troisième République, Limoges, PULIM, 2001, T1 La Creuse.

### Architecture et urbanisme
- Plas Pascal, Limoges Bénédictins, Histoire d’une gare, Limoges, Ed. Souny, 1988, 159 p.
- Plas Pascal, (en collaboration avec René Brissaud), Limoges Bénédictins, Limoges, Editions Archives municipales de Limoges-Lucien Souny, Collection Pages d’archives, 2008, 190 p.
- Pascal Plas et Pascal Texier, La production de la ville aux XIXe – XXe siècles, architecture et paysage urbain à Limoges : de l’inachèvement, in Dynamiques urbaines au prisme des sciences humaines, Actes du séminaire de l’Institut, Revue Juridique de l’Environnement (RJE), n° spécial 2015, pp. 11-20.